# Zamek w Náchodzie
Zamek w Náchodzie – zabytkowy zamek w mieście Náchod (Republika Czeska), w Sudetach Środkowych.
Zamek zbudowany w połowie XIII w. przez Hrona Načeratica. 
W czasie wojen husyckich (1419–1436) dostał się w ręce husytów.
W 1634 przeszedł w posiadanie włoskiego szlachcica Ottavio Piccolominiego (1599-1656), ożenionego z Anną Magdaleną von Lobkowitz. Ottavio, który przyczynił się do obecnego wygląd obiektu, otrzymał go w nagrodę za pomoc w zabiciu Albrechta Wallensteina. W rękach rodziny Piccolomini zamek znajdował się do 1783. W 1792 posiadłość kupił Piotr Biron, książę kurlandzki, a w 1842 książę Jerzy I Wilhelm Schaumburg-Lippe (1784-1860) dla swojego syna Wilhelma von Schaumburg-Lippe (1834–1906), ożenionego z księżniczką  Batyldą von Anhalt-Dessau (1837–1902).

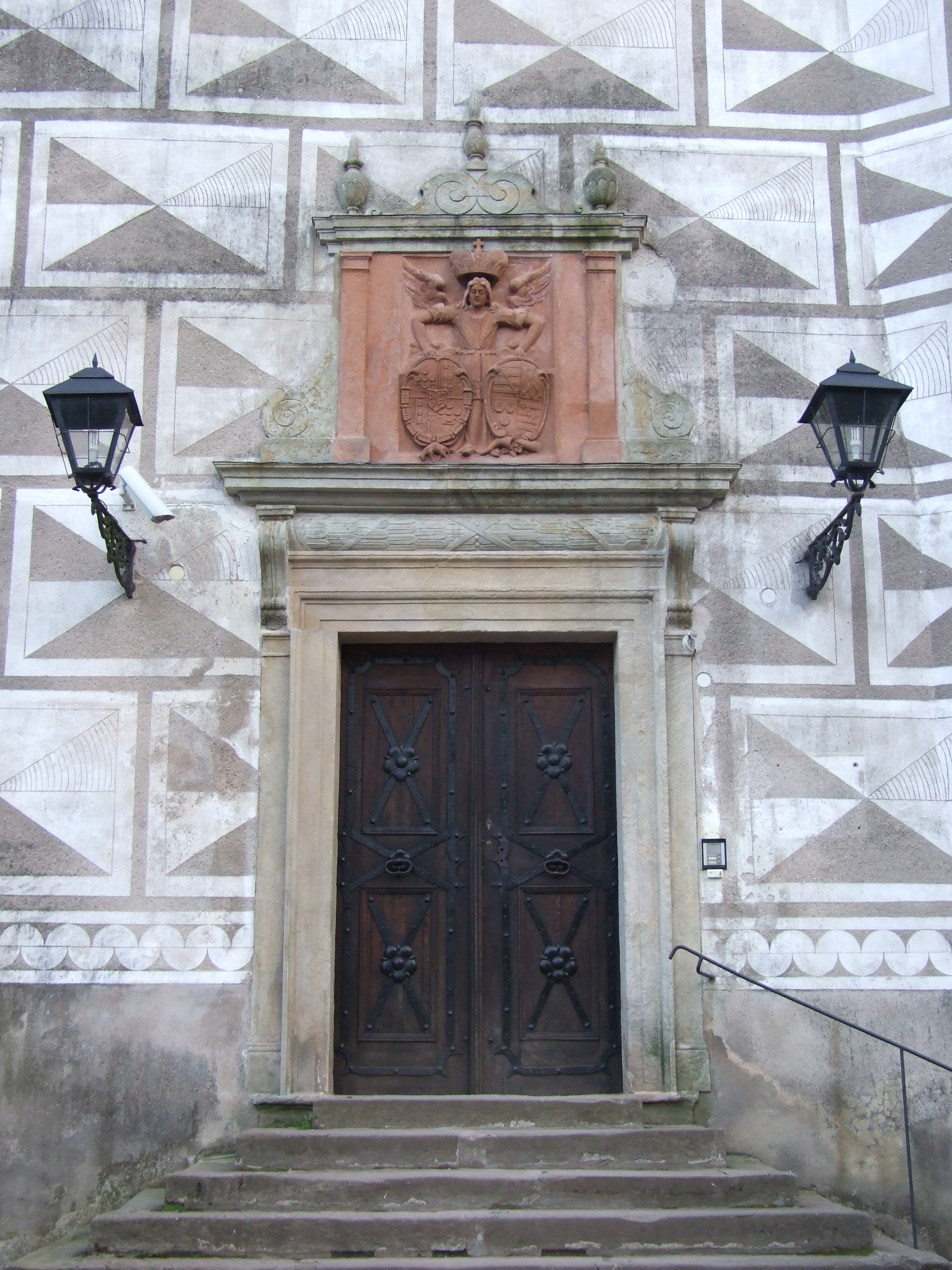
Herby Piccolomini (L) Saxe-Lauenburg (P)
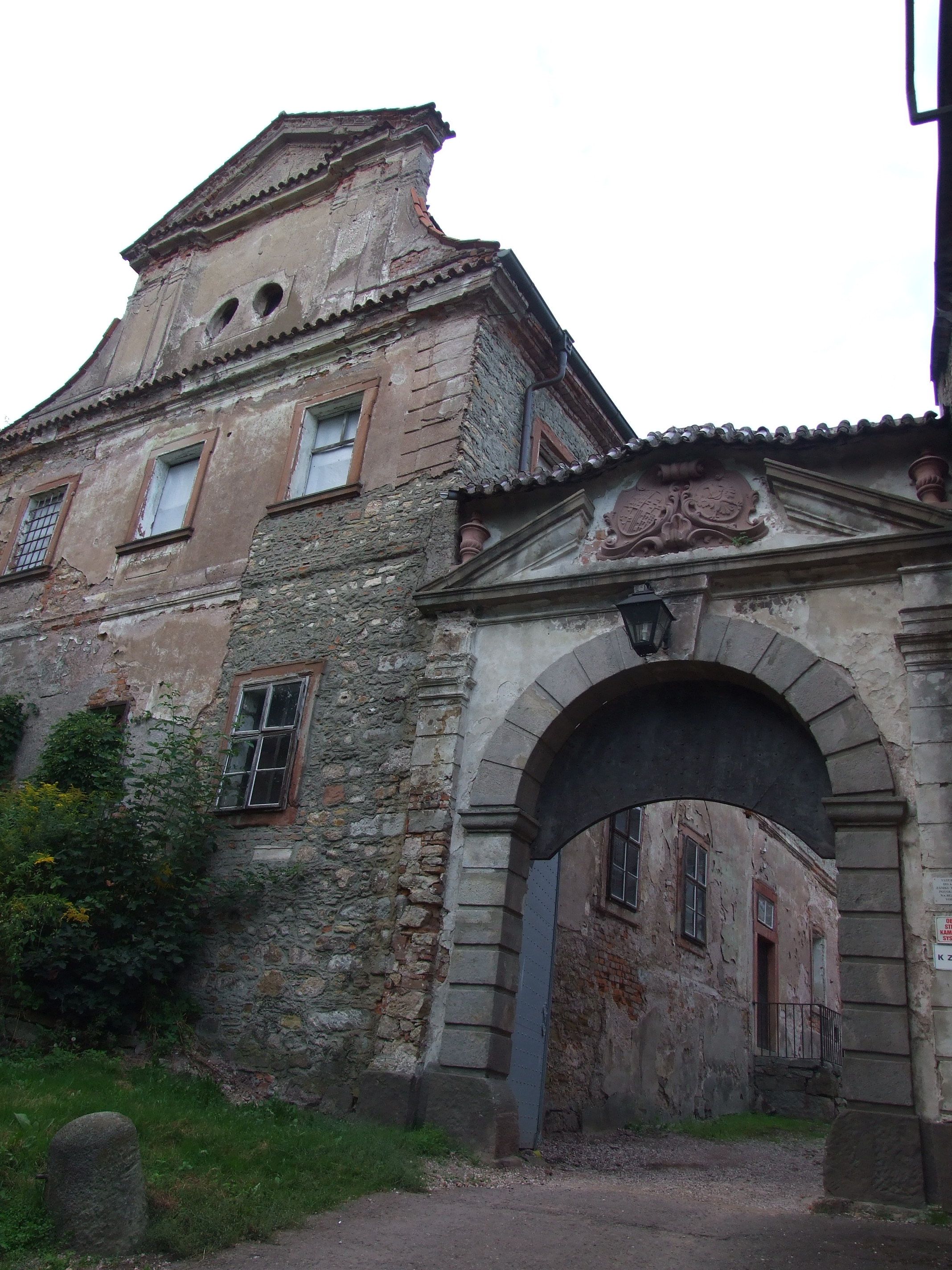
Herby: Piccolomini (L) i Lobkowitz (P)
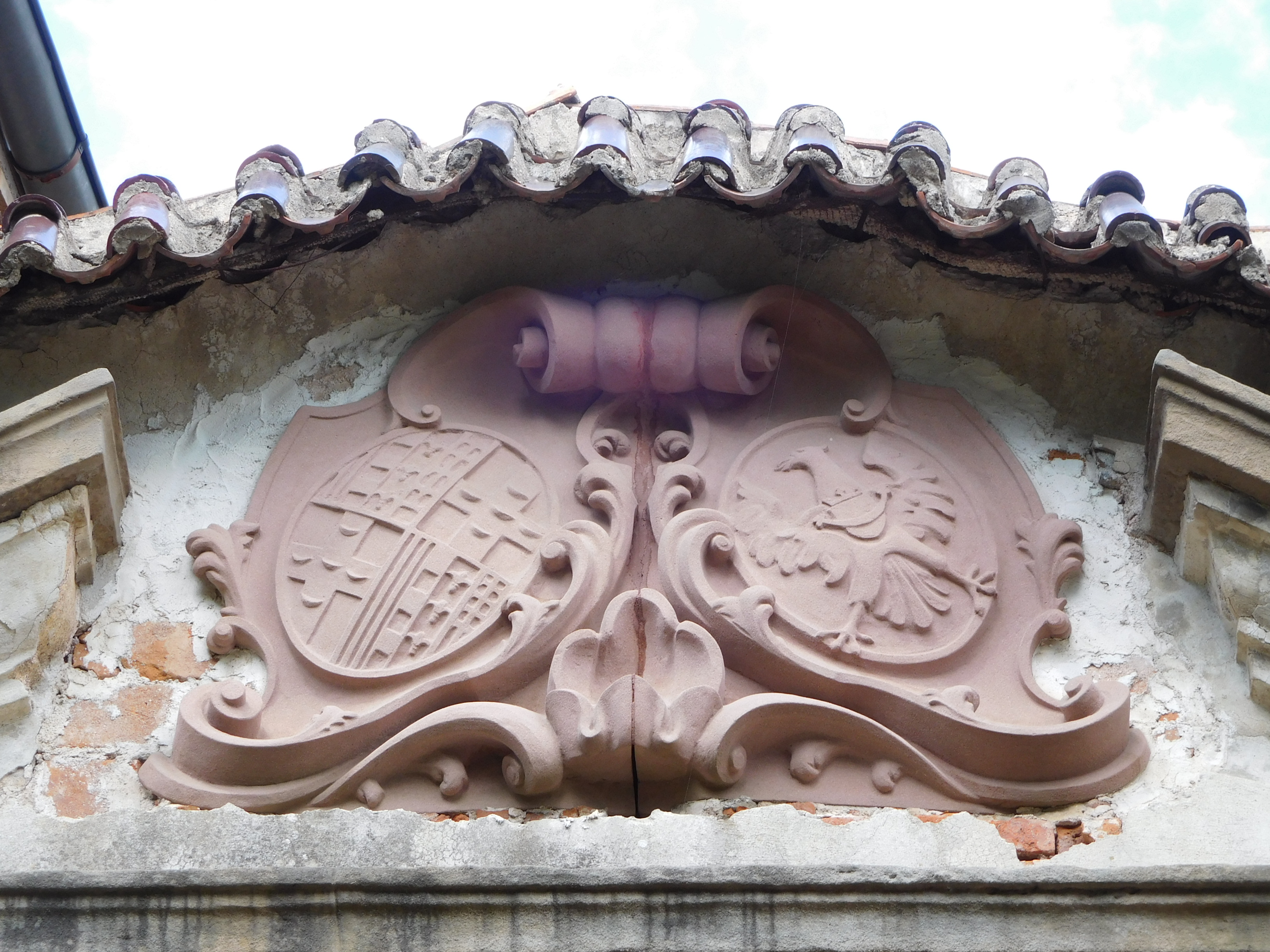
Herby: Piccolomini (L) i  Lobkowitz (P)
Herb  Piccolomini
Herb Saxe-Lauenburg
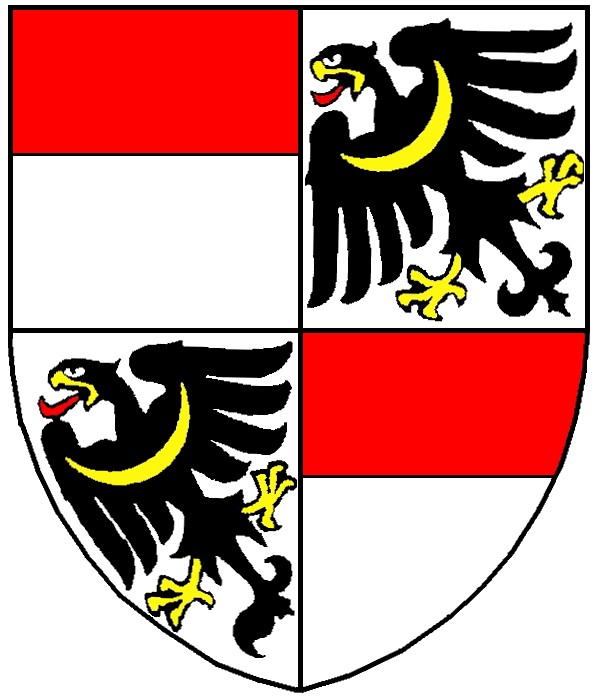
Herb Lobkowitz.(pole - orzeł)
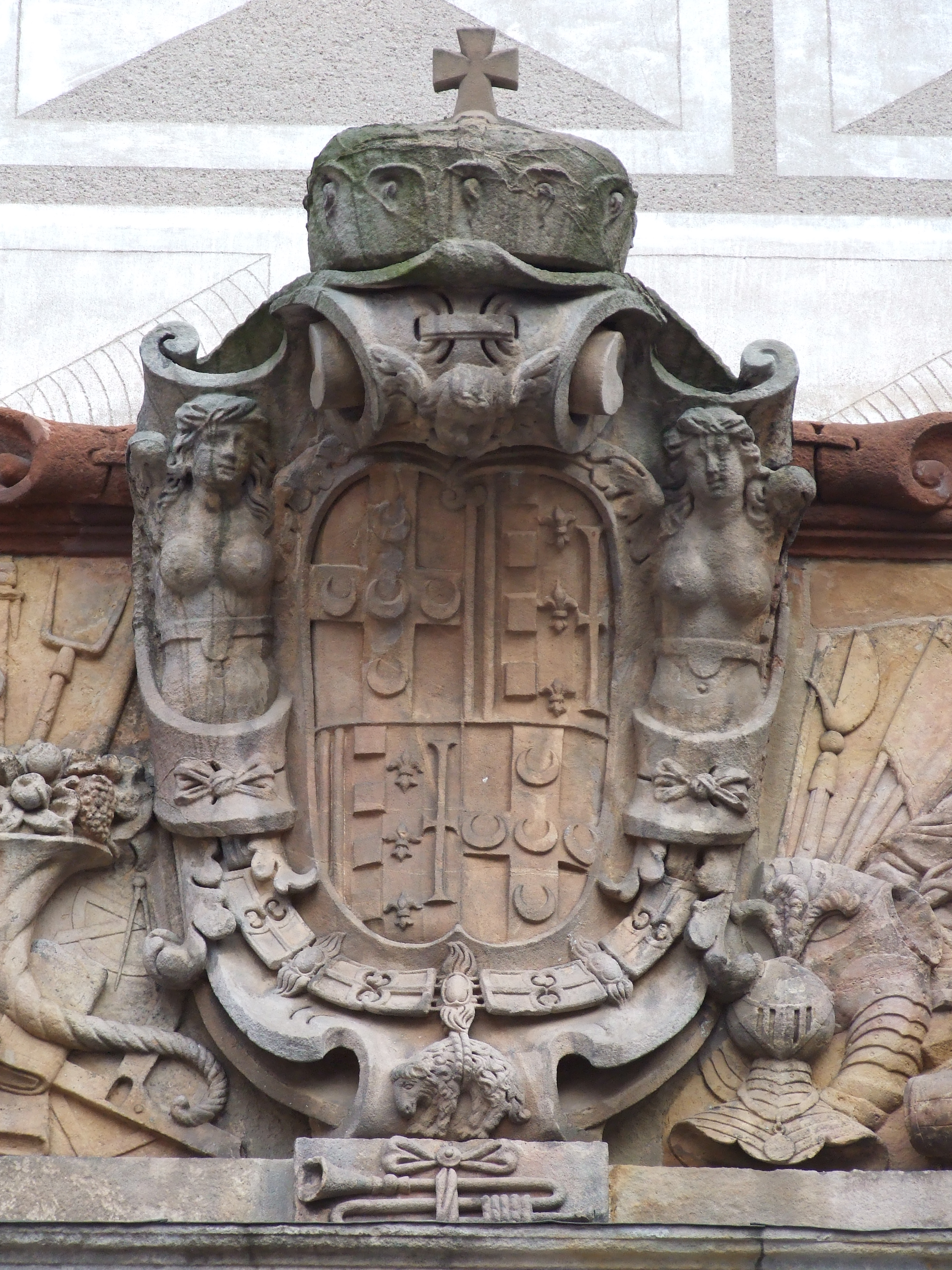
Herb  Piccolomini
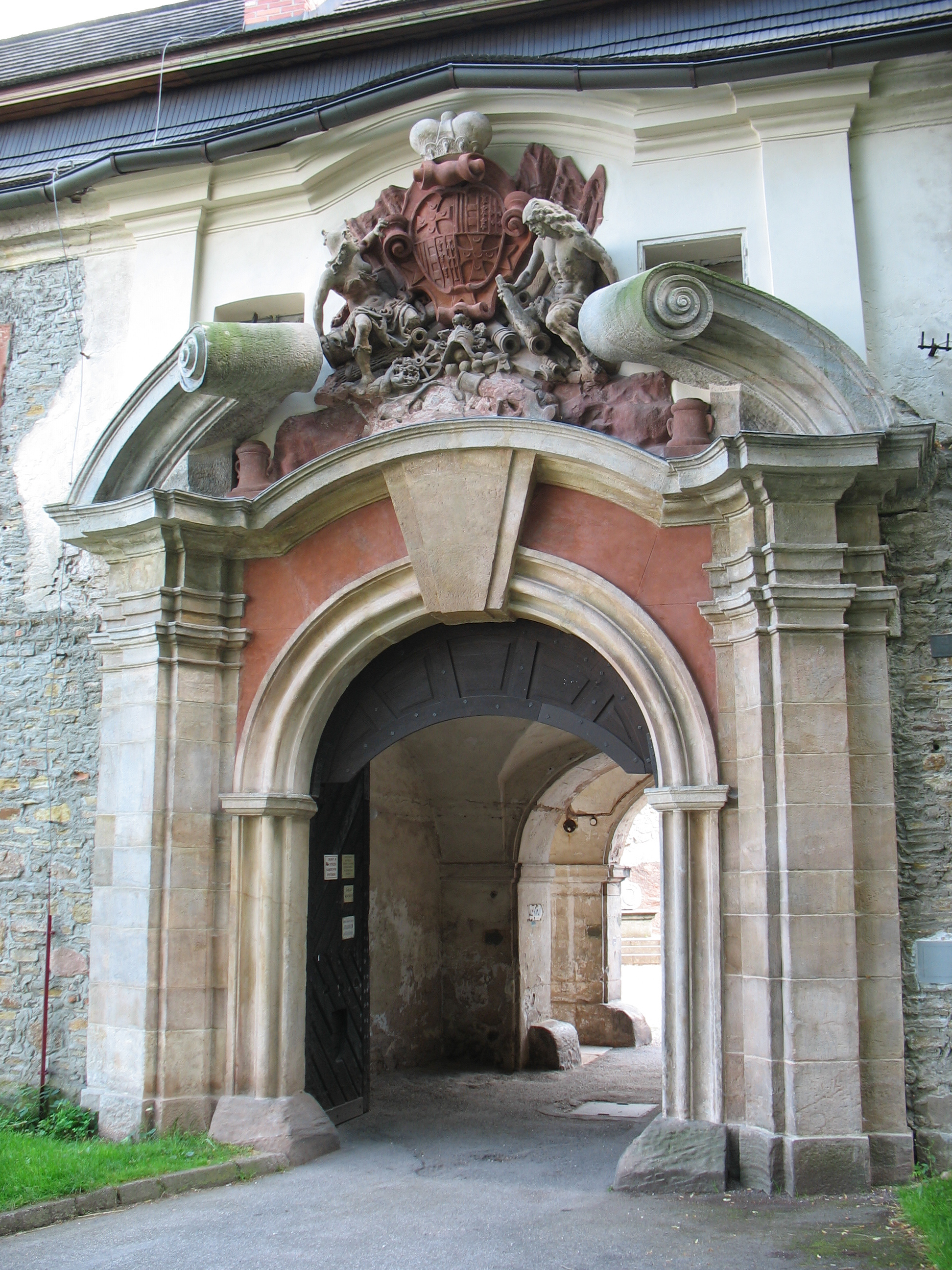
Portal z herbem  Piccolomini
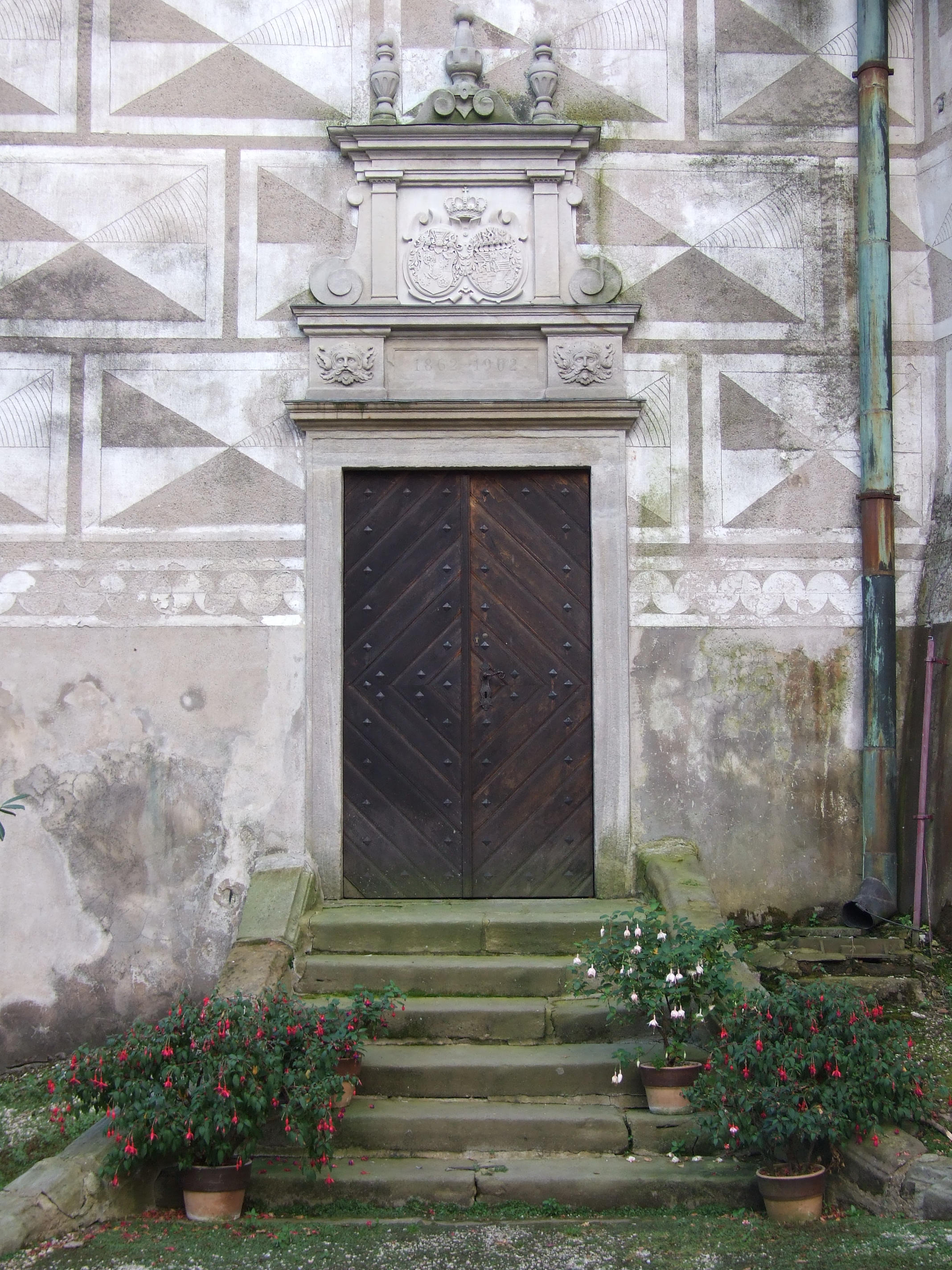
Herby  Schaumburg (L) i Anhalt (P)
Herb Schaumburg-Lippe
Herb Anhalt-Dessau
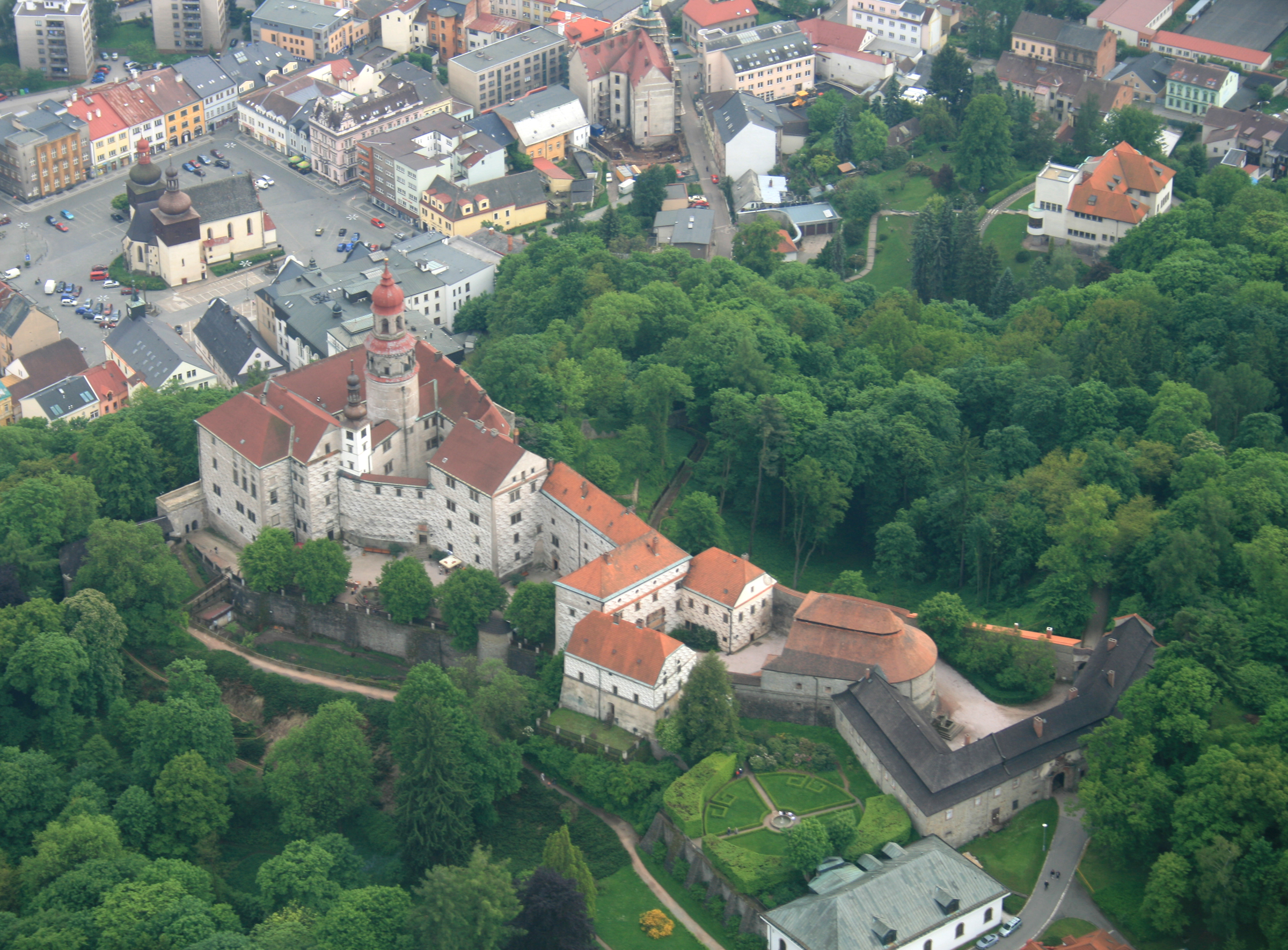
Zámek ze vzduchu

Od 1995 r. w suchej fosie zamku zamieszkiwała para niedźwiedzi o imionach Dáša i Ludvík. Dáša zdechła 8 stycznia 2013 r., natomiast Ludvík ze względu na zły stan zdrowia musiał zostać uśpiony 23 stycznia 2025 r. Brak jest informacji, czy zostaną one zastąpione przez inne zwierzęta.